# Szkło kwarcowe

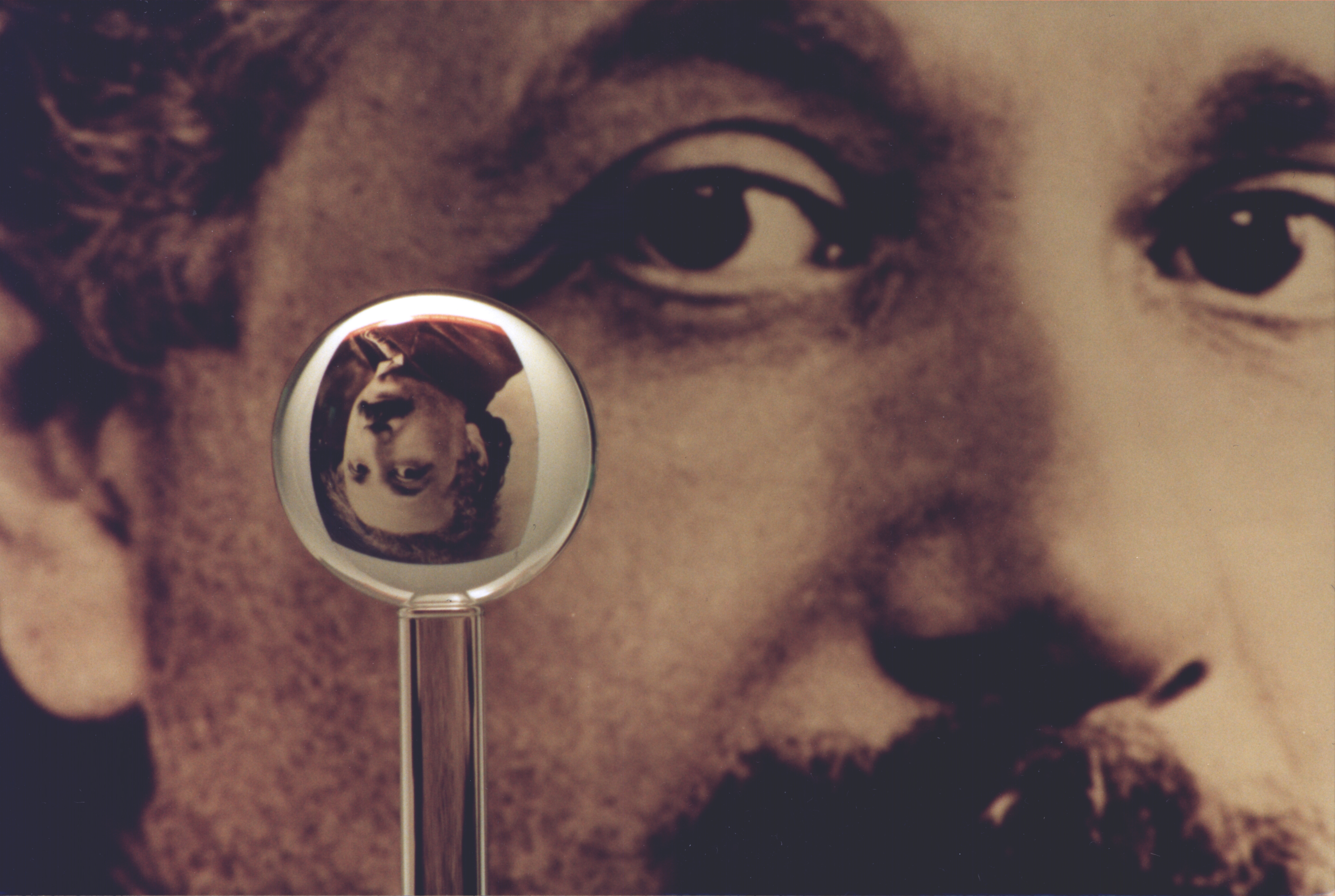
Portret Einsteina widziany przez najdoskonalszą (2004 r.) stworzoną przez człowieka kulkę. Jest ona wykonana ze szkła kwarcowego

Szkło kwarcowe (szkło krzemionkowe) – szkło o bardzo wysokiej zawartości czystego ditlenku krzemu (krzemionki). Szkło kwarcowe różni się od krystalicznego kwarcu brakiem uporządkowania dalekiego zasięgu, co z definicji czyni je ciałem amorficznym.

## Wytwarzanie
Szkło kwarcowe jest wytwarzane kilkoma różnymi metodami. Jedną z nich jest stopienie kryształów kwarcu o wysokiej czystości w temperaturze ok. 2000 °C w piecu elektrycznym lub płomieniowym. Jakość i właściwości otrzymanego szkła istotnie zależą od szybkości i warunków późniejszego chłodzenia stopionego materiału. Szkło kwarcowe powstaje w wyniku powolnego chłodzenia stopionego materiału (w odróżnieniu od całkowicie amorficznej krzemionki topionej, która powstaje z identycznego materiału przy bardzo szybkim ochłodzeniu).
Szkło kwarcowe można również otrzymać, topiąc w piecu drobnoziarnisty piasek kwarcowy o wysokiej czystości – pozostające w szkle mikroskopijne bąbelki powietrza wpływają na jego zabarwienie (efekt opalizacji).
Najwyższej jakości szkło kwarcowe, nazywane syntetycznym, otrzymywane jest w drodze reakcji chemicznych, np. w wyniku hydrolizy lub termolizy związków zawierających krzem, utleniania krzemu do postaci gazowego ditlenku krzemu i stopienia jego osadu w próżniowym piecu elektrycznym w celu utworzenia szkła niezawierającego pęcherzyków gazu.

## Własności chemiczne
Szkło kwarcowe charakteryzuje się niską odpornością na działanie alkaliów (niższą niż inne gatunki szkła używane w laboratoriach chemicznych) oraz wysoką odpornością na działanie wody oraz silnych kwasów. Nie jest odporne na działanie gorącego kwasu fosforowego, fluorowodoru, kwasu fluorowodorowego i soli fluoru.

## Własności fizyczne
Szkło kwarcowe ma relatywnie niski współczynnik rozszerzalności cieplnej, w związku z czym jest odporne (w porównaniu z innymi gatunkami szkła) na szok termiczny oraz różnice temperatur powstające np. przy ogrzewaniu zawartości naczynia płomieniem palnika.
Gęstość szkła kwarcowego wynosi ok. 2203 kg/m³, współczynnik załamania światła zaś ok. 1,459. Dokładniejsze wartości współczynnika załamania w zależności od długości fali, czyli tzw. dyspersję można obliczyć z równania Sellmeiera:
{\displaystyle n^{2}(\lambda )=1+{\frac {a_{1}\lambda ^{2}}{\lambda ^{2}-l_{1}^{2}}}+{\frac {a_{2}\lambda ^{2}}{\lambda ^{2}-l_{2}^{2}}}+{\frac {a_{3}\lambda ^{2}}{\lambda ^{2}-l_{3}^{2}}},}
gdzie:
{\displaystyle a_{1}=0,69616630,\quad l_{1}=0,068404300,}
{\displaystyle a_{2}=0,40794260,\quad l_{2}=0,11624140,}
{\displaystyle a_{3}=0,89747940,\quad l_{3}=9,8961610,}
gdzie długość fali {\displaystyle \lambda } jest wyrażona w mikrometrach.
Współczynniki równania zostały podane w 1965 przez Malitsona dla zakresu długości fal od 0,21 do 3,71 μm.
Szkło kwarcowe, w porównaniu z innymi gatunkami szkła, wyróżnia się niską absorpcją promieniowania elektromagnetycznego w zakresie długości fal od 200 nm do ok. 2,5 μm, a zatem od ultrafioletu, poprzez światło widzialne, aż do bliskiej podczerwieni.
Szczegółowe własności optyczne związane z widmem absorpcyjnym (a także zawartością mikroskopijnych pęcherzyków gazu wpływającym na rozpraszanie światła) istotnie zależą od sposobu produkcji i obecności zanieczyszczeń. W związku z tym producenci wysokiej klasy szkła kwarcowego dzielą je na gatunki i podają specyfikacje tych własności, przy czym w nomenklaturze producentów nie podkreśla się podziału na krzemionkę topioną i szkło kwarcowe.

## Zastosowania

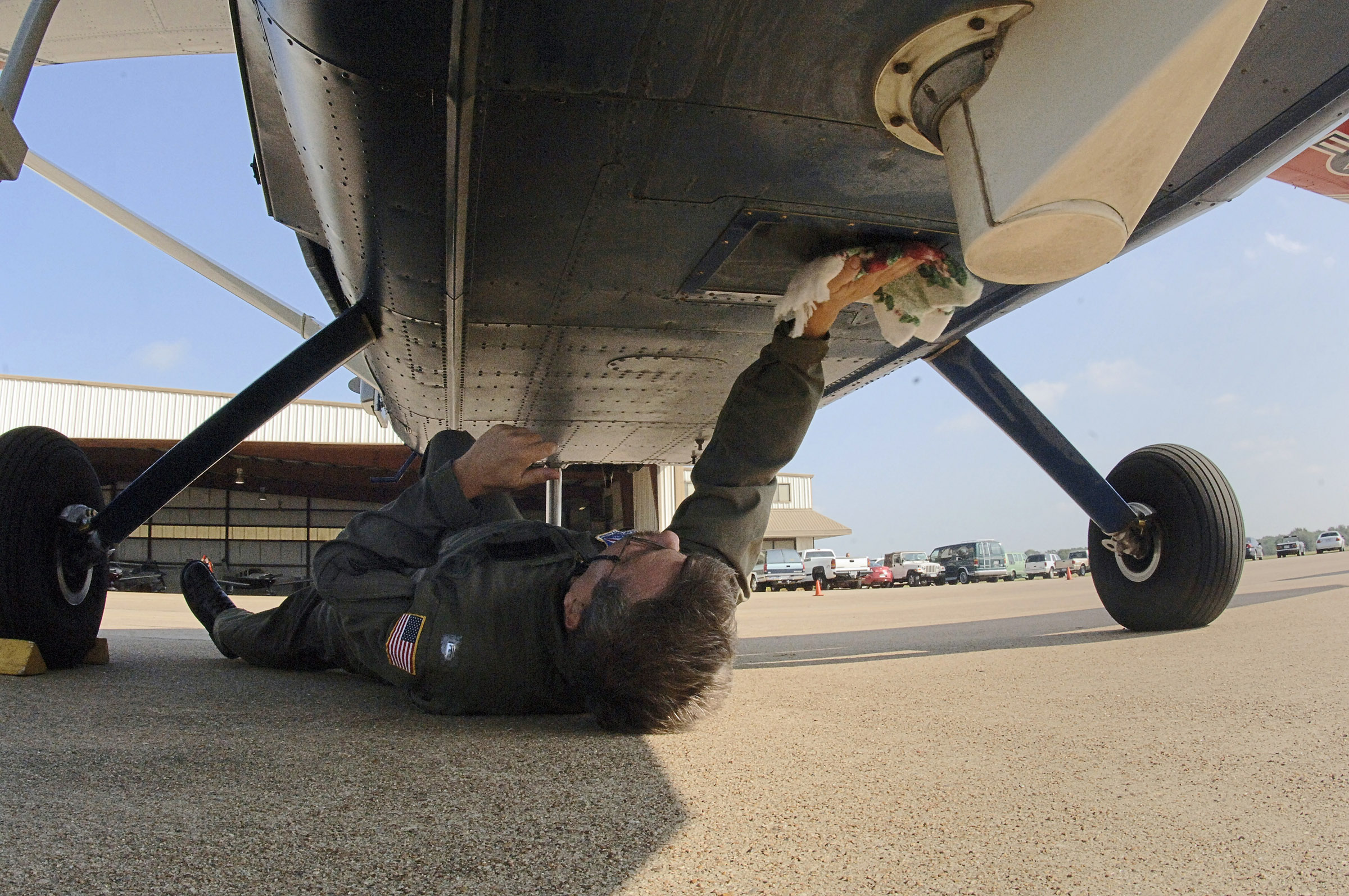
Czyszczenie wykonanego ze szkła kwarcowego okna wysokorozdzielczego skanera hiperspektralnego ARCHER

Ze względu na zakres przepuszczanych długości fal światła szkło kwarcowe, podobnie jak topiona krzemionka, jest jednym z podstawowych materiałów optycznych używanych w spektroskopii i fotometrii. Istnieją wprawdzie materiały o większym zakresie przepuszczanych długości fal, np. fluorek litu LiF (od 120 nm do 9 μm), chlorek sodu NaCl (w podczerwieni do 25 μm), bromek potasu KBr (do 40 μm) jednak substancje te nie są odporne na wilgoć, łatwo ulegają zarysowaniom i w związku z tym wymagają specjalnego traktowania.
Szkło kwarcowe jest stosowane zamiast zwykłego szkła tam, gdzie istotne jest przepuszczanie ultrafioletu, a zatem w osłonach lamp spektralnych, jarznikach wysokociśnieniowych lamp rtęciowych, naświetlarkach UV (m.in. w fotolitografii) i innych promiennikach ultrafioletu (m.in. w solariach).
Używa się go również do wyrobu naczyń używanych w laboratoriach chemicznych.
Ze względu na wysoką przezroczystość i okna (przedziały długości fali) o bardzo niskiej dyspersji szkło kwarcowe jest również używane do wyrobu rdzeni światłowodów telekomunikacyjnych, zwłaszcza jednomodowych.
Szkło kwarcowe bywa również wykorzystywane do wykonywania precyzyjnych elementów mechanicznych. Przykładem są cztery wykonane ze szkła kwarcowego kulki uchodzące za najdoskonalsze elementy kuliste wykonane przez człowieka. Stanowią one element najczulszych na świecie (dane z roku 2004) żyroskopów, służących do badania zakrzywienia czasoprzestrzeni przez grawitację.